# Cernoy
Cernoy település Franciaországban, Oise megyében. Lakosainak száma 294 fő (2022. január 1.). Cernoy Bailleul-le-Soc, Cressonsacq, Fouilleuse, Noroy és Pronleroy községekkel határos.

## Népesség
A település népességének változása:
| Lakosok száma | 279  | 290  | 304  | 297  | 296  | 295  | 293  | 291  | 294  |
|               | 2013 | 2015 | 2016 | 2017 | 2018 | 2019 | 2020 | 2021 | 2022 |